# 붉은나무두더지
붉은나무두더지(Tupaia splendidula)는 청서번티기과에 속하는 나무두더지의 일종이다. 보르네오섬의 토착종으로 나투나 제도와 아남바스 제도에서 발견된다.